# Paul-Auguste Halley
Paul-Auguste Halley  (Cherburgo, Manche, 14 de agosto de 1907 - Caen, 1 de noviembre de 2002) fue un empresario francés, creador de los hipermercados Continente. 

## Biografía
Paul-Auguste Halley, inicialmente un simple tendero de ultramarinos del departamento de la Manche en los años 50, tuvo la idea de importar el concepto de supermercado a Francia. Encarnó a una generación de "revolucionarios" de la distribución, democratizando el comercio minorista mediante una política de precios bajos y el desarrollo de hipermercados. Fundó el grupo de distribución Promodès en 1961 en Caen, con sus hijos Paul-Louis Halley y Robert Halley, agrupando varias empresas familiares de venta al por mayor establecidas en Normandía: los Halleys y los Duval-Lemonnier.
En 1962 inauguró el primer supermercado Promodès en Mantes-la-Ville. Más adelante el grupo Promodès lanzó los supermercados Champion (1969), los hipermercados Continente, las tiendas de conveniencia Shopi (1972) y 8 à Huit (1977). En 1996 adquirió las tiendas de proximidad Félix Poti.
Promodès se fusionó con Carrefour en 1999 para formar el primer grupo minorista europeo.
Está enterrado en Montebourg.